# Wolseley Fourteen
Der Wolseley Fourteen war ein PKW der Mittelklasse, den Wolseley 1923 herausbrachte. Dieses erste Modell wurde bis 1926 gebaut und dann durch den bereits seit 1925 gefertigten 16/35 ersetzt. 1935 erschien erneut ein Wagen dieses Namens. Er wurde nur drei Jahre hergestellt und machte 1937 dem Wolseley 14/56 Platz. 1938 gab es nochmals eine Fourteen-Limousine, die parallel zum 14/56 bis 1939 angeboten wurde. Nach dem Zweiten Weltkrieg wurde sie unverändert von 1946 bis 1948 weitergebaut.

## 14 hp (1923–1926)
Der erste Fourteen oder 14 hp war ein Wagen der dem Wolseley 15/40 zur Seite gestellt wurde.
Er hatte einen Vierzylindermotor mit 2614 cm³ Hubraum und Wasserkühlung, im Gegensatz zum 15/40 aber mit seitlich stehenden Ventilen, anstatt einer oben liegenden Nockenwelle. Der Wagen wurde auf einem Fahrgestell mit 2997 mm Radstand geliefert. Die Aufbauten waren 4039 mm lang.
1926 wurde die Produktion zu Gunsten des bereits seit 1925 angebotenen Typs 16/35 eingestellt.

## Fourteen (1935–1937)
Der zweite Fourteen oder 14 hp erschien 1935 und wurde als etwas größeres Sechszylindermodell dem Hornet Special zur Seite gestellt.
Sein Reihensechszylindermotor besaß einen Hubraum von 1604 cm³, OHC-Motor mit obenliegender Nockenwelle. Karrossiert wurden die Wagen z. B. als viertürige Limousine.
1937 wurde der Fourteen durch den größeren 14/56 ersetzt.

## Fourteen und 14/56 hp (1937–1948)
Der dritte Fourteen erschien 1938 und wurde dem ein Jahr früher erschienen 14/56 zur Seite gestellt.
Beide Modelle hatten Reihensechszylindermotoren mit einem Hubraum von 1818 cm³ und mit über Stößel, Stoßstangen und Kipphebel betätigten, hängenden Ventilen. Karossiert wurden sie ausschließlich als viertürige Limousinen.
1937 wurde der 14/56 eingestellt. Die Fertigung des Fourteen wurde 1939 kriegsbedingt eingestellt und 1946 für drei Jahre wieder aufgenommen. Dann verschwand der kleine Sechszylinder endgültig.